# Afrorycter nsengai
Afrorycter nsengai är en fjärilsart som beskrevs av De Prins 2008. Afrorycter nsengai ingår i släktet Afrorycter och familjen styltmalar. Inga underarter finns listade i Catalogue of Life.